# Rhizorhagium roseum
Rhizorhagium roseum är en nässeldjursart som beskrevs av Sars 1874. Rhizorhagium roseum ingår i släktet Rhizorhagium och familjen Bougainvilliidae. Inga underarter finns listade i Catalogue of Life.